# SabreTalk
SabreTalk ist ein Dialekt der PL/I-Programmiersprache für die IBM-Großrechnerfamilie S/360 unter dem TPF-Betriebssystem. 
Es ist eine Gemeinschaftsentwicklung von IBM, American Airlines und Eastern Air Lines. 
SabreTalk-Programme sind beim Flugoperationssystem FICO der British Airways noch im Einsatz, obwohl es einen kommerziellen automatischen Converter gibt, der in SabreTalk geschriebene Programme in C umwandeln kann.

## Beispiel
```
SAMPLE: PROCEDURE;
      DECLARE ARRAY(10) DECIMAL(5) BASED(POINTUR);
      DECLARE COUNTER BINARY(15) ALIGNED;
      DECLARE TOTAL BINARY(31) ALIGNED;
      START(POINTUR=#RG1);                  /* RECEIVE POINTER TO ARRAY IN REGISTER 1 */
      TOTAL = 0;
LOOP:
      DO COUNTER = 0 TO 10 BY 2;
        TOTAL = TOTAL + ARRAY(COUNTER);     /* TALLY EVEN NUMBERED ITEMS */
      END LOOP;
      IF TOTAL = 0 THEN                     /* VALUE OF TOTAL COMPUTED? */
         ENTRC ERRO;                        /* N=CHECK VALIDITY IN PROG ERRO W/RETURN EXPECTED*/
      BACKC(#RAC= TOTAL);                   /* BACK TO CALLING PROGRAM PASSING VALUE OF       */
END SAMPLE;
```